# BC Sportfreunde 06 Dortmund
BC Sportfreunde 06 Dortmund is een Duitse voetbalclub uit Dortmund, Noordrijn-Westfalen.

## Geschiedenis
De club werd in 1906 opgericht als FC Phönix Dortmund, na een fusie met Tremonia en de Südliche Ballspielclub werd de naam huidige naam aangenomen. In 1913 sloot de club zich bij de West-Duitse voetbalbond aan. Al in het eerste seizoen werd de club kampioen. De Eerste Wereldoorlog brak dan echter uit en riep een halt toe aan de ontwikkeling van de club. Nagenoeg 95% van de clubleden werden opgeroepen door het leden en praktisch het hele eerste elftal sneuvelde in de oorlog.
In 1930 promoveerde de club naar de hoogste klasse van de Ruhrcompetitie. Met Pinksteren 1930 reisde de club af naar Midden-Duitsland voor een vriendschappelijke wedstrijd tegen Fortuna Magdeburg. In juni speelde de club voor 5.000 toeschouwers tegen stadsrivaal VfB Alemannia 97 en won met 3:1. De eerste wedstrijd bij de elite werd met 3:0 verloren van Union 1910 Gelsenkirchen. Aan het einde van het seizoen bekleedde de club de achtste plaats op tien clubs. Het volgende seizoen werd de club achtste en degradeerde.
Na de invoering van de Gauliga in 1933 moest de club gedwongen fuseren met vergane glorie Dortmunder SC 1895 zodat Dortmund een grote club zou krijgen. Zo ontstond Sportfreunde 95 Dortmund. Na één seizoen degradeerde de club uit de Gauliga Westfalen en in 1935 werd de fusie ongedaan gemaakt. De club speelde nu in de tweede klasse. De Tweede Wereldoorlog sloeg voor de club even hard toe als de eerste en de club bestond enkel nog op papier. Pas in 1951 werd er nieuw leven geblazen in BC Sportfreunde.
Tegenwoordig speelt de club in de laagste reeksen. In het seizoen 2018/19 trok de club zich terug uit de Kreisliga B (niveau 10). De club kwam in het seizoen 2019/20 niet uit in de competitie omdat het geen terrein kon vinden om haar wedstrijden op te spelen. Het bestuur is nog zoekende 